# 戴輔衟
戴輔衟，湖南省長沙府湘潭縣人，清朝政治人物、進士出身。
光緒六年（1880年），参加庚辰科殿試，登進士二甲第84名。同年五月，著分部學習。